# Beige (Amalia Grè)
Beige è il quinto album della cantante italiana jazz Amalia Grè. Il disco è stato pubblicato il 22 novembre 2019 dalla Incipit Records e contiene cover di standard jazz americani.

## Descrizione
Si tratta del primo album di cover di Amalia Grè ed è un omaggio ai brani che più hanno ispirato l'artista nel suo percorso di formazione musicale durante il periodo di studi a New York. Come dichiarato in alcune interviste la scelta del titolo dell'album nasce da una sorta di similitudine tra il classico colore beige del tranch di Burberry, che la Grè considera "intramontabile ma rivisitabile", e la classicità del jazz.
Gli 11 brani, registrati in presa diretta, sono tutti standard jazz ad eccezione di I'll Write a Song for You degli Earth, Wind and Fire, (seppur arrangiata in chiave jazz) un brano che la Grè considera comunque un pilastro della propria formazione artistica.
L'uscita del disco è stata anticipata dal singolo Goodbye Pork Pie Hat.
La copertina dell'album, che mostra un ritratto di donna, è opera della stessa Grè.

## Tracce
1. Goodbye Pork Pie Hat (Charles Mingus, Joni Mitchell)
2. You Go To My Head (J. Fred Coots, Haven Gillespie)
3. My Foolish Heart (Victor Young, Ned Washington)
4. After You've Gone (Turner Layton, Henry Creamer)
5. I'll Write A Song For You (Albert Mc Kay, Philip Bailey, Stephen Beckmeier)
6. Autumn Leaves (Joseph Kosma, Johnny Mercer)
7. Body And Soul (Johnny Green, Edward Heyman, Robert Sour, Frank Eyton)
8. S'posin' (Andy Razaf, Paul Denniker)
9. The Good Life (Jack Reardon, Sacha Distel)
10. Autumn In New York (Vernon Duke)
11. I Don't Want to Set The World On Fire (Bennie Benjamin, Eddie Durham, Sol Marcus, Eddie Seiler)

## Formazione
- Amalia Grè - voce
- Marco De Filippis - basso
- Marco Piali - batteria
- Michele Ranauro - tastiere
- Andrea Frittelli - chitarra
- Paolo Iafelice - synt pad
- Luciano Zanoni - piano